# Torsten Grönfors

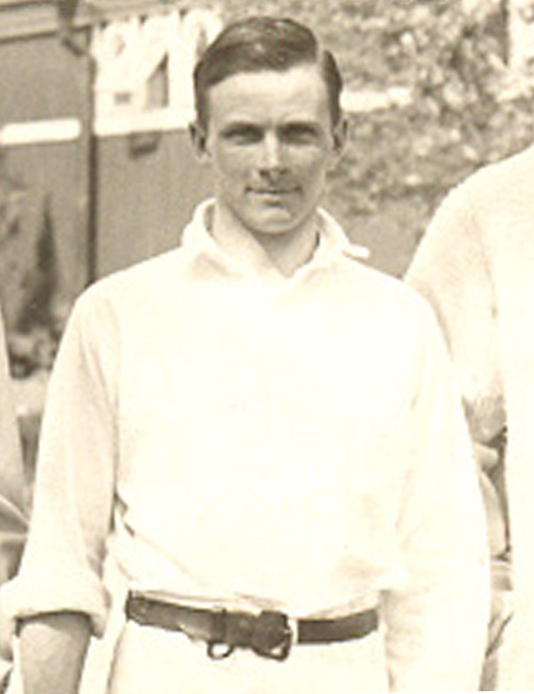
Grönfors in den 1910ern

Torsten Gustav Magnus Henning Grönfors (* 8. August 1888 in Lund; † 28. Mai 1968 in Stockholm) war ein schwedischer Tennisspieler und Segler.

## Biografie
Grönfors nahm 1912 an vier Tenniswettbewerben der Olympischen Sommerspiele in Stockholm teil. Im Rasen-Mixed erreichte er sein bestes Resultat. Er spielte an der Seite von Annie Holmström und unterlag nach einem Sieg zum Auftakt im Viertelfinale der schwedischen Paarung Sigrid Fick und Gunnar Setterwall. Durch die vielen Rückzüge gab es aber nur drei Halbfinalisten und einen unterlegenen Viertelfinalisten, sodass Grönfors/Holmström Vierte wurden. In keiner anderer Konkurrenz konnte er einen Sieg erringen. Zwischen 1910 und 1913 nahm er noch an einigen wenigen weiteren Turnieren teil. Bei den Stockholm Championships konnte er 1912 im Einzel gewinnen und 1910 das Finale erreichen.
Bei den gleichen Spielen 1912 nahm Grönfors auch am Segelwettbewerb an der 8-Meter-Klasse teil und kam auf Platz 5. Er ging für den Segelverein Kungliga Svenska Segelsällskapet an den Start, im Tennis für den Kungliga Lawn Tennis Klubben.